# Tullviksbäckens naturreservat
Tullviksbäckens naturreservat är ett naturreservat i Norrtälje kommun i Stockholms län.
Området är naturskyddat sedan 1989 och är 197 hektar stort. Reservatet ligger vid havet på östra sidan av Väddö och omfattar Tullviksbäckens två bäckfåror. Reservatet består av tall- och granskog med inslag av lövträd.